# Яковенко Євген Іванович
Євген Іванович Яковенко  (* 1865, Шишаки — † 1943) — український лікар, науковець, громадський та політичний діяч у Херсоні.

## Біографія
Народився у Шишаках. Брат Володимира Івановича Яковенка. Навчався на природничому факультеті Петербурзького університету. За активну участь у революційному русі в адміністративному порядку був висланий на п'ять років до Східного Сибіру, частину терміну ув'язнення дозволили відбути у Шишаках. Вирішивши стати лікарем Євген Яковенко виїхав на навчання до Швейцарії, а потім продовжував отримувати знання у Вюрцбурзькому університеті.
До 1917 року — санітарний лікар Херсонського повітового земства, з березня 1917 року — Херсонський міський голова, член партії «Народна Свобода», член Ради товариства «Українська Хата». Влітку 1917 року єдиний з українського блоку переміг на виборах в Херсонську міську Думу. Голова губернської управи.
Останні два десятиліття свого життя Є. І. Яковенко віддав науковій та викладацькій роботі. Його перу належить визначна монографія «Медична статистика». Євген Іванович працював завідувачем відділу Наркомату охорони здоров'я Російської Федерації, професором кафедри гігієни Московського медичного інституту, одним із редакторів журналу «Гигиена и эпидемиология». Похований у Шишаках на Фурманівському кладовищі.